# Page Act
Il Page Act fu un provvedimento del 1875 con il quale si proibiva l'ingresso di donne cinesi all'interno degli Stati Uniti d'America poiché associate alla prostituzione. Si trattò di una prima anticipazione del Chinese Exclusion Act del 1882, con il quale si poneva fine alla politica della frontiera aperta.